# معدن العقيق
معدن العقيق أحد مواقع التعدين الواقعة في إقليم اليمامة، والتي بلغت ذروة نشاطها في العصر العباسي.

## التسمية
العقيق بفتح أوله و كسر ثانيه على وزن فَعِيل.  والعقيق الوادي الذي يعق الأرض بجريانه , فهو كل مسيل ماء شقه السيل فوسعه .  قال أبو منصور فيما رواه عنه ياقوت: وفي بلاد العرب أربعة أعقة وهي أودية عادية شقتها السيول منها عقيق بني عقيل نسبة إلى هذه القبيلة , ويعرف أيضا بعقيق تمرة نسبة إلى بلدة تقع في أسفل الوادي لا تزال معروفة حتى الآن . 

## الوصف
العقيق وادٍ يعق الأرض بجريانه ويعرف هذا الوادي في الوقت الحاضر باسم وادي الدواسر (الواقع جنوب الرياض)٬ والعقيق مدينة كبيرة٬ ومعدن من معادن اليمامة٬ وقد سُمي عقيقًا؛ لأنه معدن يعق عن الذهب ٬ ويعد هذا المعدن من أشهر معادن الذهب في الجزيرة العربية٬ وأغزرها على الإطلاق. كذلك يتبين من خلال كميات الذهب الكبيرة المستخرجة منه٬ استمرارية العمل والإنتاج فيه حتى نهاية القرن الرابع الهجري على أقل تقدير.

## موقع المنجم
من خلال آثار التعدين المنتشرة في تلك المنطقة , نستطيع القول : بأن هذا المعدن يقع بالقرب من خط الطول 42 و 41 , وخط العرض 17 و 20 تقريبا, وأقرب موقع إليه , ما يعرف الآن باسم الريانية وهو معدن معروف يقع شرق معدن دحلات شباب الذي لا يستبعد أن يكون أحد مناجم هذا المعدن. 

## أقوال المؤرخين
- قال السكوني : عقيق اليمامة لبني عقيل فيه قرى ونخل كثيرة يقال لها عقيق تمرة, وهو يمين الفرط منقطع عارض اليمامة في رمل الجزء , وهو منبر من منابر اليمامة عن يمين من يخرج من اليمامة يريد اليمن (جنوب مكة) وعليه أمير.
- الهمداني : وهو أغزر معدن في جزيرة العرب وهو الذي ذكره النبي صلى الله عليه وسلم في قوله : (مُطرت أرض عُقيل ذهبًا). [7]وفيه موضع آخر يؤكد على ذلك بقوله : وهو غزير جدًا , ويسمون القطعة هناك دقة ولو كان فيها أرطال . [8]

ومن هنا يتضح لنا مدى الأحمية و الشهرة التي يتمتع بها هذا المعدن , كذلك يتبين لنا من خلال كميات الذهب الكبيرة المستخرجة منه , استمرارية العمل والإنتاج فيه حتى نهاية القرن الرابع الهجري على أقل تقدير . 